# Réginald Lubin
Réginald Lubin est un réalisateur, scénariste, producteur du cinéma haitien, né le 7 juillet 1961 à Port-au-Prince.

## Biographie

### Enfance et études
Réginald Lubin naît en 1961 à Port-au-Prince . Médecin de formation,, il s’est d’abord spécialisé en anatomie-pathologie à la Faculté de Médecine et de Pharmacie de Port-au-Prince en 1986, avant de se rendre aux Etats-Unis d’Amérique pour y faire une maîtrise en santé publique. Il est par la suite nommé directeur d'un programme de lutte contre les maladies sexuellement transmissibles, y compris le VIH,.

### Carrière cinématographique
Réginald Lubin sort son premier film intitulé Pou ki se mwen (pourquoi moi) traitant d’un conte de fées entre deux jeunes campagnards qui finit sur une note de  tristesse. Il obtient deux mentions spéciales au Concours de Vues d'Afrique au Canada. 
Il sort son second film, La peur d'aimer, en 2000 dont il est l’acteur principal avec à ses cotés l’actrice Sandra Lobir.

## Prix et distinctions[4],[3]
- Prix d'Excellence de la Socabank
- Prix Anita de l'Audiovisuel du Ministère de la Culture et de la Coopération Française
- Ticket d'Or de Meilleur Acteur
- Ticket d'Or de Meilleur Film
- Ticket d'Or de meilleur réalisateur pour le film "VIP"

## Filmographie[5],[3],[6],[7]

### En tant qu'acteur
- 1998 : Pourquoi moi ? (Pouki se mwen)
- 2000 : La Peur d'aimer
- 2002 : Millionnaire par erreur
- 2004 : VIP : Vanités-Intrigues-Passions
- 2005 : Pluie d'espoir
- 2005 : La Rebelle
- 2005 : Le Miracle de la foi
- 2006 : Le président a-t-il le sida ?
- 2007 : Oasis
- 2009 : Oasis II
- 2010 : Les Amours d'un zombi
- 2010 : Mind Game

### En tant que réalisateur
- 1998 : Pourquoi moi ? (Pouki se mwen)
- 2000 : La Peur d'aimer
- 2004 : VIP: Vanités-Intrigues-Passions
- 2009 : Oasis II

### En tant que scénariste
- 1998 : Pourquoi moi ? (Pouki se mwen)
- 2004 : VIP: Vanités-Intrigues-Passions